# Chemin de fer Yverdon–Ste-Croix
Chemin de fer Yverdon–Ste-Croix (zkratka YSteC) je soukromá železniční společnost v kantonu Vaud ve Švýcarsku, provozující stejnojmennou železniční trať s metrovým rozchodem kolejí. Trať o délce 24 km vede z Yverdon-les-Bains na jižním konci Neuchâtelského jezera do Sainte-Croix v pohoří Vaudský Jura. Je součástí regionální dopravní společnosti Travys.

## Historie

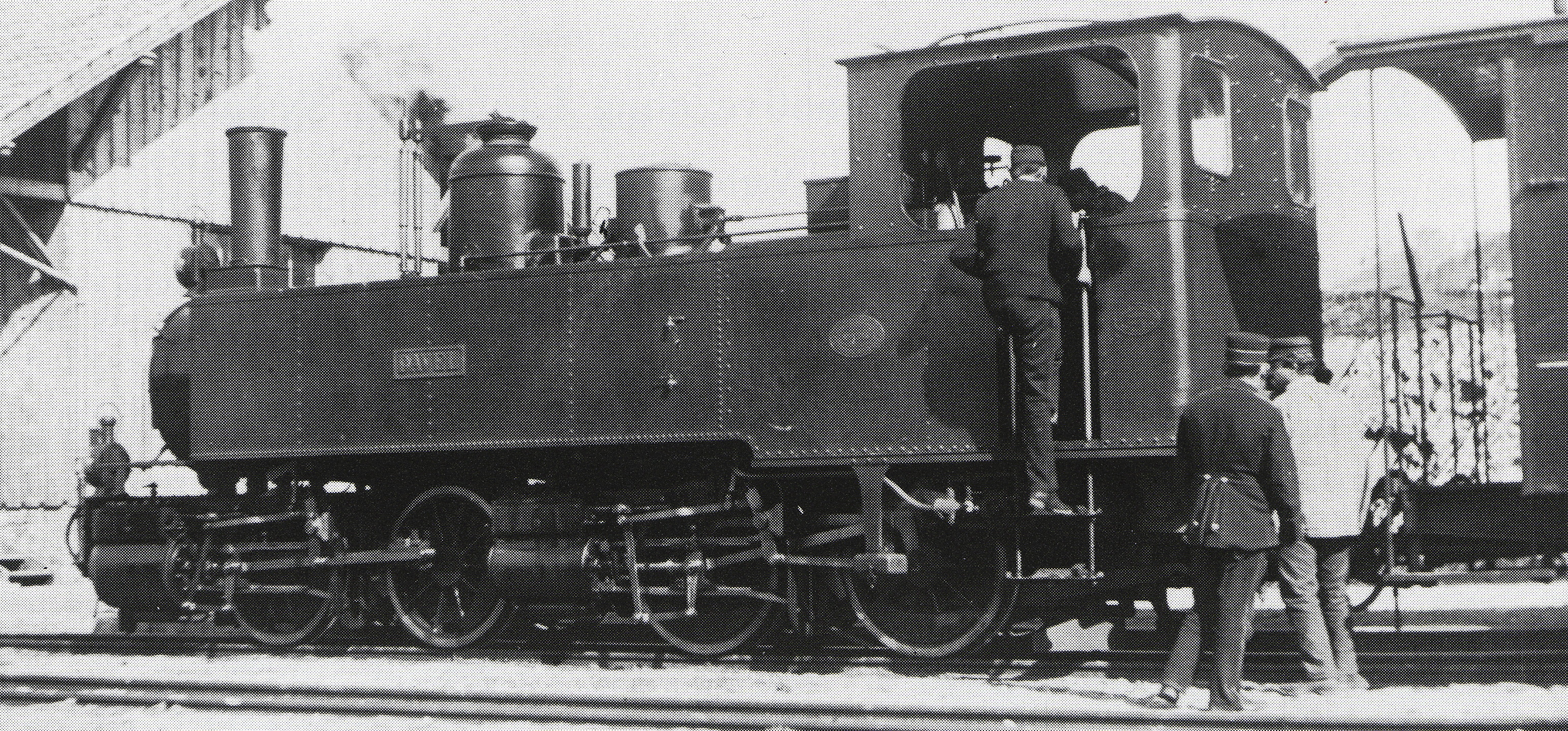
Parní lokomotiva Mallet dráhy YSteC

Trať mezi Yverdonem a Sainte-Croix byla otevřena 17. listopadu 1893 a zpočátku byla doprava provozována parními lokomotivami typu Mallet. O financování a plánování železnice se téměř sám zasloužil všestranně nadaný William Barbey, inženýr, botanik, radní a filantrop z nedalekého Valeyres-sous-Rances. Tento hluboce věřící mecenáš nařídil, že „jeho“ železnice nesmí jezdit v neděli. Po Barbeyho smrti bylo toto pravidlo zrušeno a od roku 1919 jezdí vlaky denně.
Vzhledem k zastaralosti vozového parku a nedostatku uhlí během druhé světové války se společnost YSteC rozhodla železnici elektrifikovat. Elektrifikace byla dokončena 25. ledna 1945; bylo rozhodnuto použít stejný systém napájení jako u státních Švýcarských spolkových drah (SBB) – střídavá soustava 15 kV 16,7 Hz. Od společností SIG a BBC byly pořízeny dva typy vozů: tři „velké“ BCe 4/4 a dva „malé“ BCe 2/4. Nákladní dopravu zajišťovala elektrická lokomotiva Ge 4/4 21, která svým čelem vzdáleně připomíná slavné „krokodýly“ SBB Ce 6/8II z Gotthardské dráhy. Koncem 70. let byl pokles nákladní dopravy zastaven provozem podvalníků, přičemž YSteC se stala průkopníkem vývoje nového typu podvalníků, umožňujících přepravu normálněrozchodných nákladních vozů.
Dne 14. února 1976 se mezi Essert-sous-Champvent a Valeyres-sous-Montagny čelně srazily dva vlaky v rychlosti přibližně 50 km/h. Při nehodě 7 lidí zahynulo a 43 dalších bylo zraněno. Oba vlaky se měly křižovat ve stanici Essert-sous-Champvent. Trať nebyla vybavena traťovým zabezpečovacím zařízením.
V roce 1981 dostala YSteC tři moderní motorové vozy Be 4/4 (1–3) a dva odpovídající řídicí vozy.
Dne 1. ledna 2001 došlo ke sloučení se společností Chemin de fer Pont–Brassus (PBr) a autobusovou společností TPYG, čímž vznikla dopravní společnost Travys. V témže roce byly dodány dva vozy Stadler GTW (Be 2/6 2000–2001), které částečně nahradily vozy Be 4/4, v důsledku čehož byl vůz Be 4/4 3 prodán společnosti Chemin de fer Bière–Apples–Morges (BAM), která vlastní tři identické vozy (11, 12 a 14). Během švýcarské národní výstavy Expo.02 sloužily vozy GTW jako kyvadlové vlaky mezi parkovištěm Expo a centrem Yverdonu.
V srpnu 2012 bylo společně s dalšími úzkorozchodnými dráhami MBC, MOB a TPF vypsáno výběrové řízení na 17 úzkorozchodných motorových jednotek. V březnu 2013 bylo oznámeno, že společnost Stadler Rail získala zakázku v hodnotě 151 milionů švýcarských franků. V letech 2015/2016 byly společnosti Travys dodány tři třívozové elektrické jednotky Be 4/4 + AB + Be 4/4, které mají maximální výkon 3600 kW a dosahují maximální rychlosti 100 km/h.
YSteC provozovala nákladní dopravu pomocí podvalníků a do roku 2017 přepravovala cukrovou řepu, dřevo a odpad. Od té doby se na podvalnících pouze příležitostně přepravují vozy standardního rozchodu.

### Nehoda u Trois-Villes

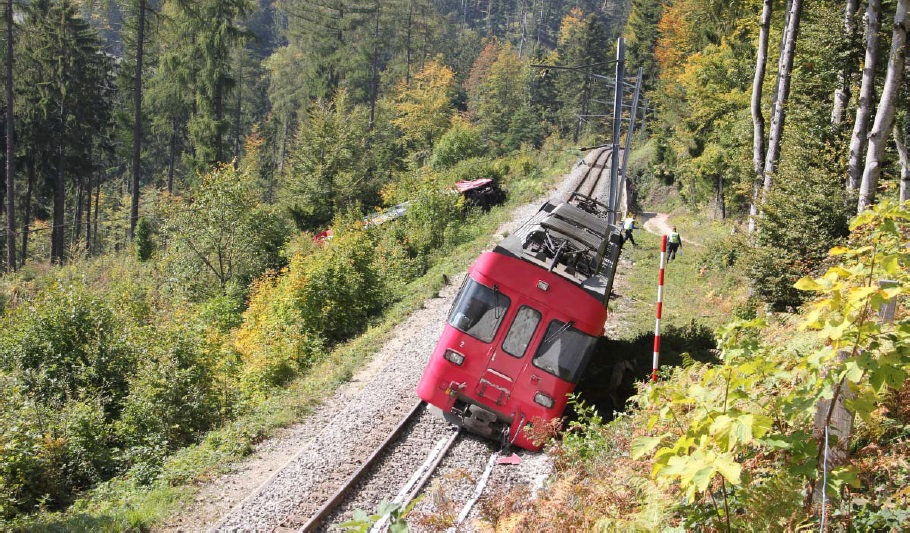
Souprava po nehodě u Trois-Villes

Dne 2. října 2015 vykolejil v levotočivém oblouku asi 1,5 kilometru pod stanicí Trois-Villes řídicí vůz Bt č. 53 a motorový vůz Be 4/4 č. 2. Soupravový vlak bez cestujících vyjel ze stanice Sainte-Croix, ale po ujetí 390 metrů bez zjevné příčiny zastavil v důsledku automatického nouzového brzdění. Strojvedoucímu se podařilo vlak znovu uvést do pohybu, načež se po dalších 170 metrech opět zastavil. Zatímco zkoumal, v čem by mohl být problém s brzdami, opustil kabinu strojvedoucího a vlak se opět rozjel. Strojvedoucímu se nepodařilo vlak zabrzdit. Vyskočil z vlaku a lehce se zranil. Vlak bez strojvedoucího vykolejil po ujetí několika kilometrů rychlostí 85 kilometrů za hodinu. Přední řídicí vůz se oddělil od hnacího vozu, převrátil se a dopadl do strmého terénu z kopce, hnací vůz se zastavil ve vzpřímené poloze vedle trati.
Závěrečná zpráva o nehodě odkázala na zkoušky jízdy a brzdění po nehodě s téměř identickým vlakem. Byla zjištěna nedostatečná brzdná síla systému při sklonu 40 ‰, ke kterému dochází z konstrukčních důvodů při zastavení po nouzovém zastavení. Kromě toho byl zjištěn nesprávný postup při odstraňování poruchy strojvedoucím vlaku.

### Únos vlaku v únoru 2024
Večer 8. února 2024 došlo ve vlaku během zastávky v Essert-sous-Champvent k únosu celé soupravy i s cestujícími jako rukojmími. Pachatel ozbrojený sekerou a nožem se zmocnil strojvedoucího a 14 cestujících. Několik pokusů o vyjednávání s pachatelem bylo neúspěšných. Když o několik hodin později vtrhla do vlaku policie, byl 32letý pachatel zastřelen.

## Průběh trati

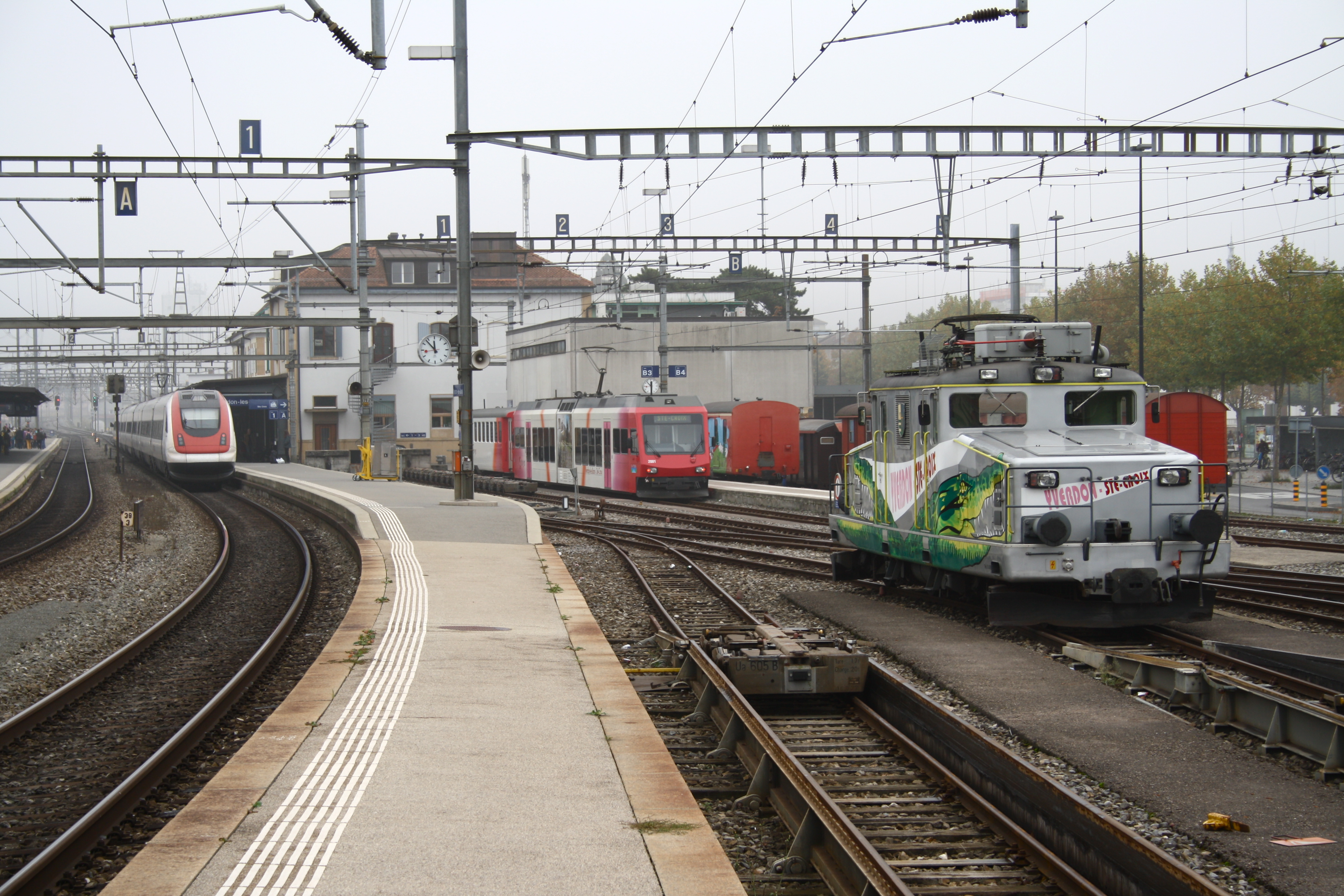
Železniční stanice Yverdon-les-Bains; úzkorozchodné kolejiště YSteC vpravo

Trať začíná ve stanici Yverdon-les-Bains (435 m n. m.) a zpočátku vede souběžně s železniční tratí SBB až k zastávce William Barbey YSteC, kde se nachází depo a dílna postavené v roce 1994. Až do Valeyres-sous-Montagny (450 m n. m.) vede trať téměř zcela v rovině. Poté plynule stoupá údolím říčky La Brine přes Essert-sous-Champvent (507 m n. m.) a Vuiteboeuf (589 m n. m.) do Baulmes (631 m n. m.), nejdůležitější nácestné stanice.
Zastávka Six-Fontaines (705 m n. m.) se nachází v oblouku, který trať otáčí o 180°. Železnice nyní stoupá po strmém jihovýchodním svahu Forelu, v krátkém tunelu prochází pod skálou Hermitage a obchází strmou údolní kotlinu Brine. Zastávka Trois-Villes (907 m n. m.) na strmém jihovýchodním svahu Mont de Baulmes se nachází více než 300 metrů nad dnem údolí. Trať obchází horu a vede vysoko nad soutěskou Gorges de Covatannes, kde jsou další čtyři krátké tunely. Na severní straně Mont de Baulmes se sklon mírně zmenšuje a nakonec přivádí trať do konečné stanice Sainte-Croix (1066 m n. m.).